# Porto Franco (microregio)
Porto Franco is een van de 21 microregio's van de Braziliaanse deelstaat Maranhão. Zij ligt in de mesoregio Sul Maranhense en grenst aan de deelstaat Tocantins in het zuiden en westen, de mesoregio's Oeste Maranhense in het noorden en Centro Maranhense in het noordoosten en de microregio's Chapadas das Mangabeiras en Gerais de Balsas in het oosten. De microregio heeft een oppervlakte van ca. 14.227 km². Midden 2004 werd het inwoneraantal geschat op 94.582.
Zes gemeenten behoren tot deze microregio:
- Campestre do Maranhão
- Carolina
- Estreito
- Porto Franco
- São João do Paraíso
- São Pedro dos Crentes

Mesoregio's: Centro Maranhense · Leste Maranhense · Norte Maranhense · Oeste Maranhense · Sul Maranhense

Microregio's: Aglomeração Urbana de São Luís · Alto Mearim e Grajaú · Baixada Maranhense · Baixo Parnaíba Maranhense · Caxias · Chapadas das Mangabeiras · Chapadas do Alto Itapecuru · Chapadinha · Codó · Coelho Neto · Gerais de Balsas · Gurupi · Imperatriz · Itapecuru Mirim · Lençóis Maranhenses · Litoral Ocidental Maranhense · Médio Mearim · Pindaré · Porto Franco · Presidente Dutra · Rosário